# 太平庄站 (北京市)
太平庄站位于中国北京市昌平区天通苑北街道太平庄村立水桥东三路与太平庄中二街交叉口西侧，是北京地铁13-18北段贯通线的地铁车站。

## 历史
2024年6月22日，东三路站主体结构封顶。
2025年3月20日，北京市规划和自然资源委员会公布13号线扩能提升工程命名预案，拟将本站命名为太平庄站。
2025年8月18日，北京市规划和自然资源委员会发布地名公告，将本站正式命名为太平庄站。